# 上海犹太人总会
上海犹太人总会（英語：Jewish Club），是一栋位于上海南京西路722号的府邸式历史建筑。原为叶澄衷之子叶贻铨的私宅，后成为上海犹太人总会所在地。1994年，犹太人总会入选第二批上海市优秀历史建筑。现建筑为春兰集团旗下春兰投资控股有限公司的总部。

## 历史
叶贻铨是当时上海的一名富商，曾在江湾五角场创办“江湾跑马厅”，并打算在静安寺路（今南京西路）722号，即该址，建造一所“全国体育会和赛马总会俱乐部”。但租界工部局洋人，以建筑高度超过上海跑马厅为由，横加阻拦，故只是造了2层而停建。抗日战争开始后，因江湾跑马场被炸毁，叶家一时资本匮缺，故将该栋洋房卖给了犹太商人。犹太人将其作为犹太总会使用，並由保華建築公司負責改建工作。1949年后，犹太人总会先后被用作上海市政协办公楼和上海市联谊俱乐部。

## 建筑特色
犹太总会的建筑，为典型的仿欧洲文艺复兴式风格，砖混结构，平面呈长方形，立面对称均衡。主入口有双柱拱券门廊，地坪用汉白玉和黑色大理石拼花，两翼楼层墙面后退，下端为塔什干式券柱廊，上层为大阳台，用汰石子花瓶栏杆作装饰。建筑立面底层以假石饰面，二层清水红砖墙，四坡红色平瓦屋顶；进户门廊带有小型古典柱式支撑，门厅中央有弧形雕饰。楼层内设置有装修华丽的弹簧地板舞厅。内部装修采用柚木护墙板墙裙，底层走道采用哥特式平顶，彩色镶嵌玻璃。

## 图片集

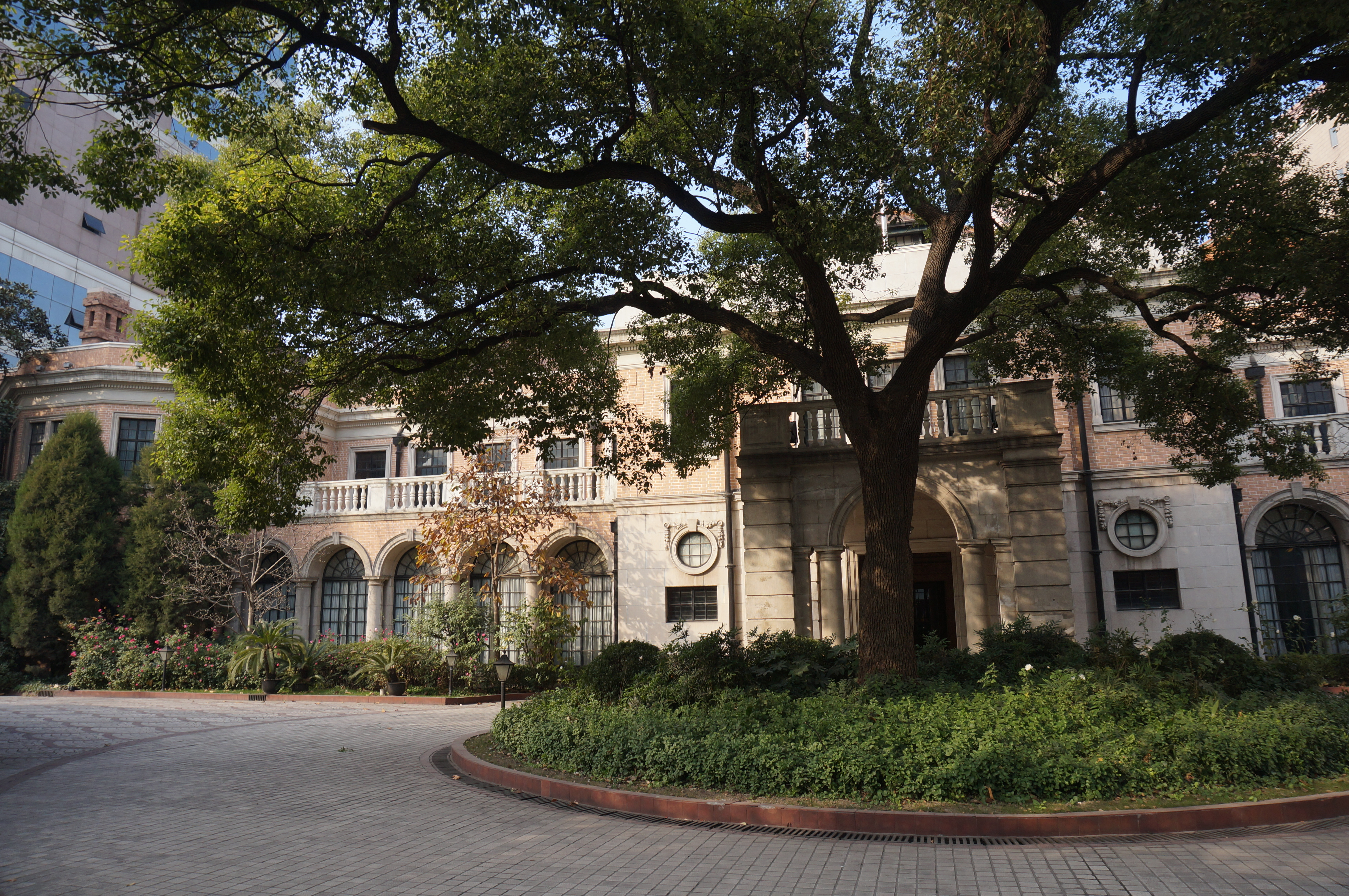
建筑西面的一部分
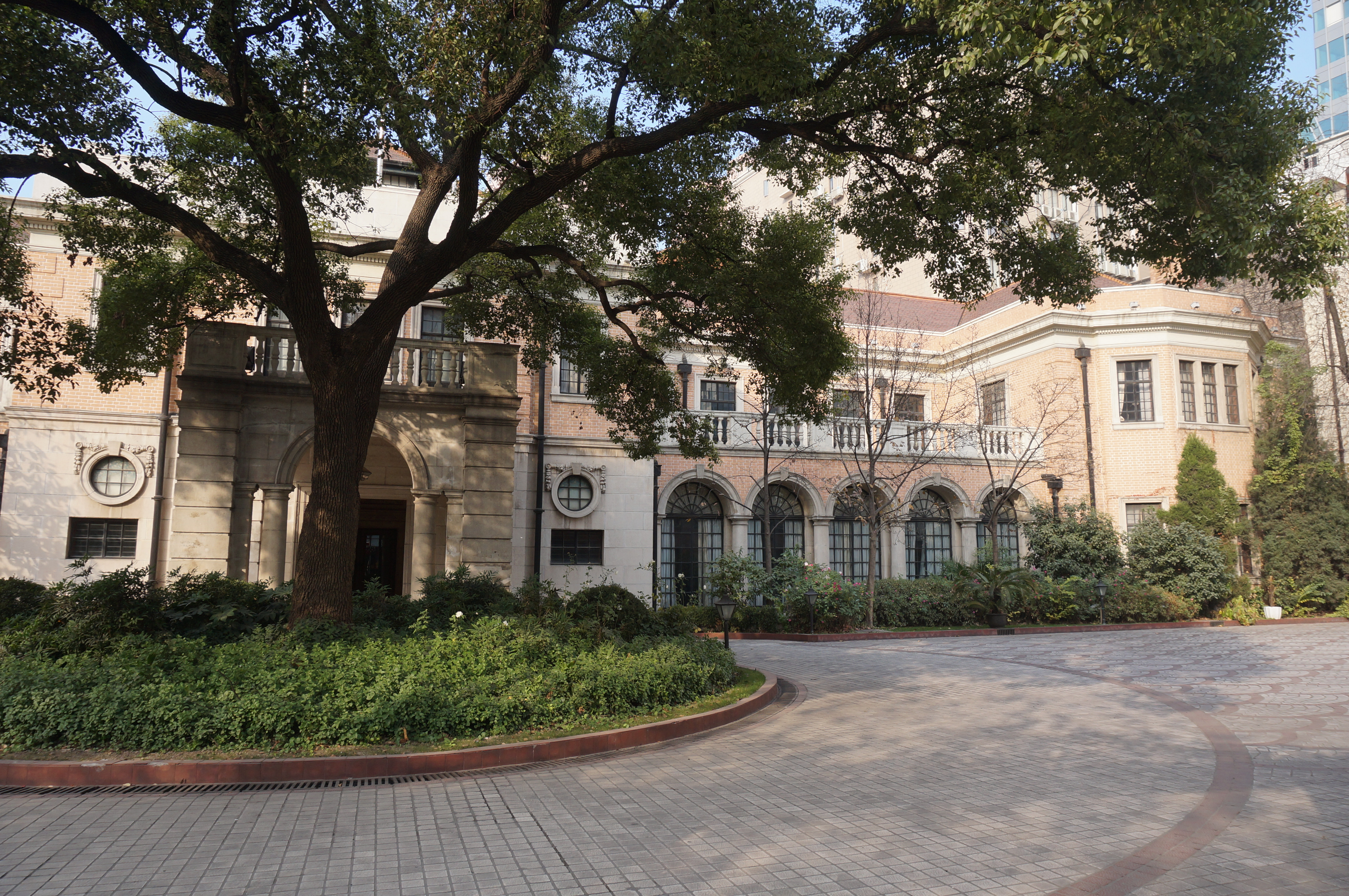
建筑东面的一部分
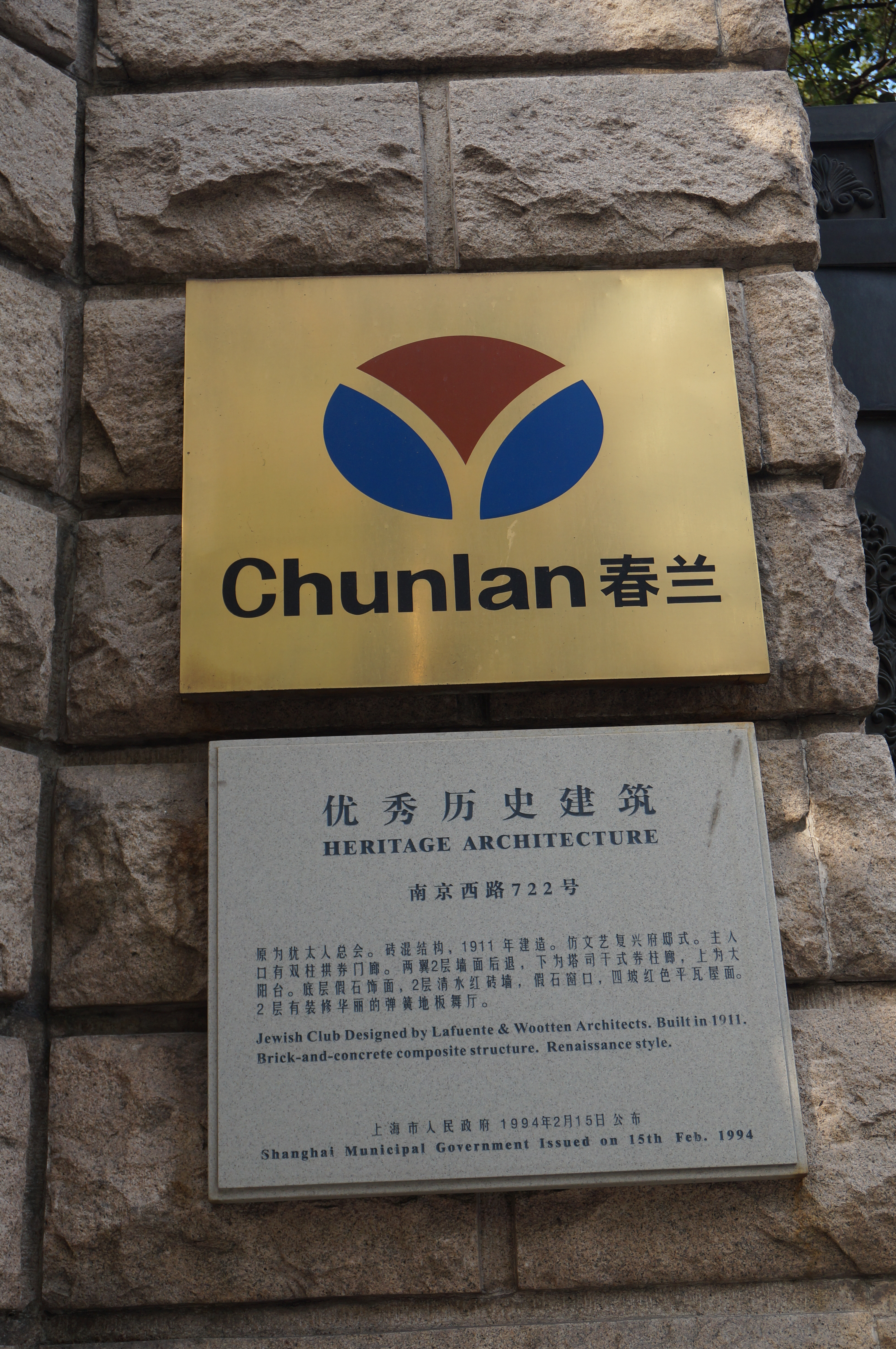
犹太人总会对应的上海优秀历史建筑铭牌及春兰集团的标志